# ماغنوس هارت
ماغنوس هارت (20 أبريل 1996 بشانغهاي في الصين - ) هو لاعب كرة قدم صيني في مركز الوسط.

## وصلات خارجية
- ماغنوس هارت على موقع قاعدة بيانات كرة القدم.إي يو (الإنجليزية)
- ماغنوس هارت على موقع Soccerway.com (الإنجليزية)